# Цепошникова
Цепо́шникова (рос. Цепошникова) — присілок у складі Тугулимського міського округу Свердловської області.
Населення — 57 осіб (2010, 69 у 2002).
Національний склад станом на 2002 рік: росіяни — 81 %.